# Централна банка Азербејџана
Централна банка Азербејџана (азер. Azərbaycan Respublikasının Mərkəzi Bankı) је централна банка Азербејџана, која се налази у граду Баку. Централна банка Азербејџана је основан 11. фебруара 1992. године.
Централна банка Азербејџана одржан билатералне односе са следећим институцијама:
- Међународни монетарни фонд
- Светска банка
- Европска банка за обнову и развој
- Азијска банка за развој